# Zhang Jiaqi
Ne doit pas être confondu avec Zhang Jiaqi (plongeon).
Dans ce nom chinois, le nom de famille, Zhang, précède le nom personnel.
Pour les articles homonymes, voir Zhang.
Zhang Jiaqi (en chinois 张佳祺), né le 3 septembre 1991 à Shenyang en Chine, est un footballeur international chinois. Il joue actuellement au Zhejiang FC.

## Biographie

### Carrière en club
En 2009, Zhang Jiaqi intègre le centre de formation du Mans UC 72.
Zhang Jiaqi fait ses débuts professionnels lors de la 24e journée de Ligue 2 le 8 février 2013 contre le Clermont Foot en tant que titulaire (match nul 1-1). Le 22 février 2013, il marque son premier but en Ligue 2 contre les Chamois Niortais et la rencontre se termine sur le score de 3-2 victoire du Mans.
À la suite de la liquidation judiciaire du Mans FC, il est libéré de son contrat. En novembre 2013, Il signe un contrat avec le FC Sion en Super League. Cependant, il n'a pas pu rejoindre le club parce que le FC Sion a déjà atteint le maximum de 25 joueurs autorisés dans l'équipe.
Le 27 février 2014, il signe avec le club chinois du Dalian Aerbin en Chinese Super League. Il fait ses débuts le 30 avril 2014 lors d'un match nul 1-1 contre le Guizhou Renhe. Le 24 décembre 2014, il est transféré au Guangzhou Evergrande après que Dalian est relégué à la fin de la saison 2014.

### Carrière en équipe nationale
Zhang Jiaqi est convoqué pour la première fois en sélection par le sélectionneur national Alain Perrin le 18 juin 2014 lors d'un match amical contre la Macédoine. Il entre à la 81e minute à la place de Wu Xi (victoire 2-0). Au total, il compte 5 sélections en équipe de Chine en 2014.

## Palmarès
- Championnat de Chine : 2015
- Ligue des champions de l'AFC 2015